# Allmannsweiler Bach
Der Allmannsweiler Bach ist ein etwa vier Kilometer langer Bach in der Stadtgemarkung von Friedrichshafen im oberschwäbischen Bodenseekreis in Baden-Württemberg, der im Stadtteil Löwental von links in die zum Bodensee fließenden Rotach mündet. 

## Verlauf
Der Allmannsweiler Bach entsteht am Rand eines Feldes an einem flachen Südhang nördlich des Waldgebietes Dornach, etwa in der Mitte zwischen den Friedrichshafener Ortschaften Hirschlatt im Nordosten und Hagendorn im Südwesten und betritt nach 250 Metern den Wald, den er südwärts durchfließt. Gegen dessen Ende läuft ihm erst von rechts nach 1,1 km Lauf auf 409,4 m ü. NN ein Zufluss vom Westrand des Waldes zu, danach schon außerhalb von links ein längerer in einem verdolten Abschnitt unter dem Friedrichshafener Messegelände, in welchem er auch einen etwa 0,4 Hektar großen Teich speist.
Nach Unterqueren der Allmannsweiler Straße läuft der Bach wieder offen in recht flacher Mulde zwischen Obstkulturen, anderem Kulturland und Streusiedlungshäusern des westlichen Saumes von Allmannsweiler, anfangs südwestlich, dann südlich, und erreicht so den westlichen Rand des Flugplatzes, dem er außerhalb des Zaunes und neben der K 2772 südwärts folgt. Nach Unterqueren der B 31 mittels mehrerer Durchlässe an deren Auffahrtknoten bei Löwental läuft er noch etwas der hier nach Südwesten fließenden Rotach dicht parallel und mündet dann unmittelbar unterhalb des Flusswehrs im Stadtteil Löwental von links in den Fluss, der sich schon anderthalb Kilometer weiter abwärts in den Bodensee ergießt.

## Einzugsgebiet
Der Allmannsweiler Bach entwässert eine Fläche von etwa 5,7 km², die sich in längster Ausdehnung vom Nordostrand Ailingens etwa 3,6 Kilometer südwärts bis zur Mündung erstreckt; quer dazu hat das Einzugsgebiet eine maximale Breite von 2,3 Kilometer. Sein höchster Punkt liegt dicht an seiner Nordspitze bei der Haldenbergkapelle von Ailingen im südlichsten Landschaftsschutzgebiet Haldenberg, wo der sich nordwärts fortsetzende, namengebende Hügelzug kurz 479,3 m ü. NN erreicht; typischer für seine Nordgrenze ist die west-östliche, etwa 440 m ü. NN hohe Hügelschwelle bei Hirschlatt, an deren Südabfall der Anfang des Laufes liegt.
Das entwässerte Fläche ist umgeben von Einzugsgebiet der Rotach selbst im Südosten und im gesamten Westen, von Nordwesten bis Osten konkurriert jenseits der Wasserscheide die Schussen, größtenteils über ihren mündungsnahen rechten Zufluss Tegelbach.
Etwa zwei Drittel des Einzugsgebietes sind bedeckt von Würm-Moränensediment, etwa ein Drittel am Südostrand von Würm-Schottern, in die der Bachlauf am Flugplatzrand eingetreten ist. Am Nordostrand bei Hirschlatt reicht ein kleiner Schnipsel einer Süßwassermolasse-Insel ins Einzugsgebiet.
Im Dornach haben der Bach und seine Zuflüsse sehr naturnahe Läufe. Am Rande des Flugplatzes durchläuft er ein Feuchtgebiet. Eine Besonderheit ist die in diesem Gebiet festgestellte erhöhte Population der Erdwespe. Diese fiel auf bei ehrenamtlichen biologischen Untersuchungen durch den NABU. Hobbyforscher (auch OPFA) können sich selbst bei einer unabhängigen Nachforschung von dieser Tatsache überzeugen.